# 曹志建
曹志建（？—1650年），字光宇，明朝浙江温州人。
世袭沧州卫，清兵入關後，全家死王事者九十三人。少年時落魄，居住南京，靠傳遞邸报為業。御史劉熙祚巡按湖南，用为中军，鎮守長沙。劉熙祚兵敗被俘，不降被殺。志建逃至镇峡关。後屯衡州。曾自言：“吾宿世为燃灯佛，师瞿昙。李耳、仲尼皆吾弟子行，况今之坐而自大者，曾何足比数也！”
远安王朱俨䤭起兵据郴州，自称辽王，但不被承认。弘光元年十月，曹志建杀之。
顺治四年（1647年）五月，曹志建由江西潰退江華、永明。顺治六年（1649年）濟爾哈朗率军破永州、道州，曹志建等退守广西恭城龍虎關（湘、桂两省交境）一带。顺治七年（1650年）孔有德部佔領龍虎關，戰死士兵達萬餘人，曹志建败逃至其弟曹四駐守的廣西灌陽。連永國公印都一起丢失。九月十二日，孔有德命董英、何進勝等攻灌陽，志建兄弟不敵，再逃至恭城青塘窩。次日，清軍分三路進攻青塘窩，志建轉逃入深山徭峒。焦璉後援救曹志建於賀縣，據山作砦。不久病亡。其部下汪大捷、雷兆圣、欧正福歸附李定國。